# North East Professional Hockey League
La North East Professional Hockey League fu una lega di hockey su ghiaccio professionistica statunitense, che durò una sola stagione, il 2009-2010.

## Squadre partecipanti
Inizialmente, quando la lega fu annunciata il 12 luglio 2009, le squadre iscritte erano quattro: Twin City Yeti, New England Pharaohs, Boston Wings e Rhode Island Storm. Le squadre salirono poi a cinque con l'iscrizione dei New York Aviators.
Dapprima diedero forfait i Boston Wings; pochi giorni dopo anche Yeti e Pharaohs si ritirarono, per le condizioni di salute del proprietario. Nel mese di novembre alle due squadre superstiti si aggiunsero i Connecticut C-Dogs.

## Stagione

### Regular season
Inizialmente erano previsti 44 incontri, ma la stagione fu ridotta a soli 15, per le difficoltà economiche dei C-Dogs, che ad inizio gennaio 2010 hanno disdetto la prenotazione della pista di casa, sospendendo di fatto le attività.

### Playoff
|  | Semifinali | Semifinali         | Semifinali         | Semifinali | Semifinali |  |  | Finale | Finale             | Finale             | Finale | Finale |  |
|  |            |                    |                    |            |            |  |  |        |                    |                    |        |        |  |
|  |            |                    |                    |            |            |  |  | 1      | New York Aviators  | New York Aviators  | 10     | 14     |  |
|  | 2          | Rhode Island Storm | Rhode Island Storm | 16         | 1          |  |  |        | Rhode Island Storm | Rhode Island Storm | 2      | 1      |  |
|  | 3          | C-Dogs             | C-Dogs             | 5          | 0          |  |  |        |                    |                    |        |        |  |

Era prevista una semifinale al meglio delle tre gare tra le squadre classificate al secondo (Rhode Island Storm) ed al terzo posto (Connecticut C-Dogs). Tutti gli incontri dovevano essere giocati in casa degli Storm, stante l'assenza di un campo dei C-Dogs. Il primo incontro, il 2 gennaio 2010, si concluse con una vittoria degli Storms per 16-5. I C-Dogs non riuscirono a presentare una squadra per gara due, e gli Storm ebbero partita vinta a tavolino per 1-0, aggiudicandosi la serie.
In finale incontrarono, sempre in una serie al meglio delle tre gare, i New York Aviators, che avevano terminato imbattuti la regular season. Gli Aviators si aggiudicarono nettamente sia l'incontro giocato a New York l'8 gennaio (10-2) che quello giocato a Kingston (1-14), aggiudicandosi il titolo.

## Fine della lega
La lega non venne più riproposta. C-Dogs e Storms sospesero le attività, mentre i New York Aviators aderirono alla neonata Federal Hockey League.